# Субполярний кліматичний пояс

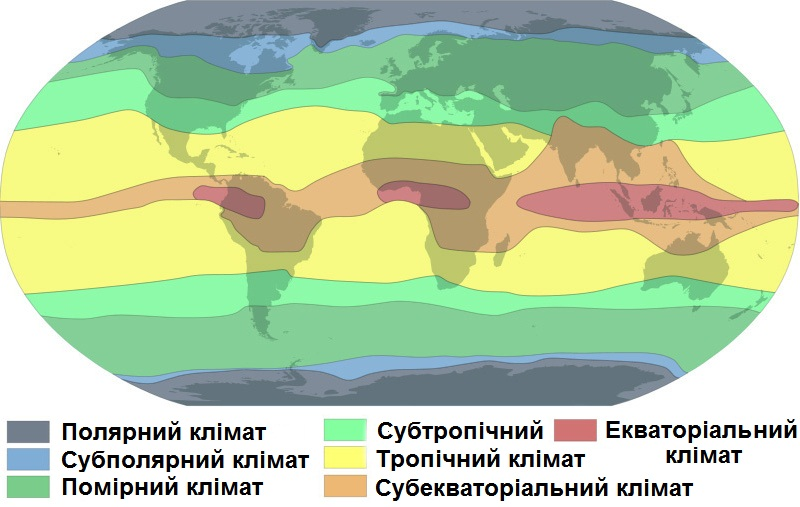
Кліматичні пояси Землі за класифікацією Алісова Б. П.

Субарктичний кліматичний пояс — кліматичний пояс, перехідні конвергентні зони між помірним та полярним кліматом в північній та південній півкулі. У північній півкулі поширений над значними теренами північної Євразії, Аляски, Північної Канади, Південної Гренландії; Ісландією, Північною Норвегією; в південній півкулі це майже суто морський клімат.
Влітку сюди з помірних широт поширюються вологі повітряні маси, що спричинюють прохолодне (+6°…+11°С) вологе літо з 300 мм опадів (на півночі Якутії лише 100 мм). Незважаючи на невелику кількість таких опадів, волога не встигає випаровуватись, що спричинює велику заболоченість та поширення безлічі озер. Взимку тут панують полярні повітряні маси. Зими довгі, холодні (-45°С) й темні (полярна ніч).

## Біота
Для субарктичного кліматичного поясу характерна біота На теренах Північної Америки та Євразії в межах кліматичного поясу виділяють тундрову та лісотундрову зону.